# Châtillon-sur-Marne
Pour les articles homonymes, voir Châtillon.
Châtillon-sur-Marne est une commune française, située dans le département de la Marne en région Grand Est.

## Géographie

### Localisation
Châtillon-sur-Marne se trouve à l'ouest du département de la Marne, en région Grand Est. Elle appartient à la région agricole du Tardenois.
La commune s'étend sur une superficie de 1 169 hectares. Sur son territoire, au sud-ouest de la Montagne de Reims et de son parc naturel régional, l'altitude varie de 63 à 245 mètres. Le village de Châtillon-sur-Marne se trouve sur un promontoire, entre 120 et 170 mètres d'altitude, surplombant la vallée de la Marne, au sud, et la vallée plus modeste du ruisseau de Belval, à l'est. Le village est dominé par le Bois de Châtillon au nord-ouest. De l'autre côté du ruisseau de Belval, le hameau de Montigny est dominé au nord-est par les Bâtis. Ces deux massifs s'élèvent à plus de 240 mètres.

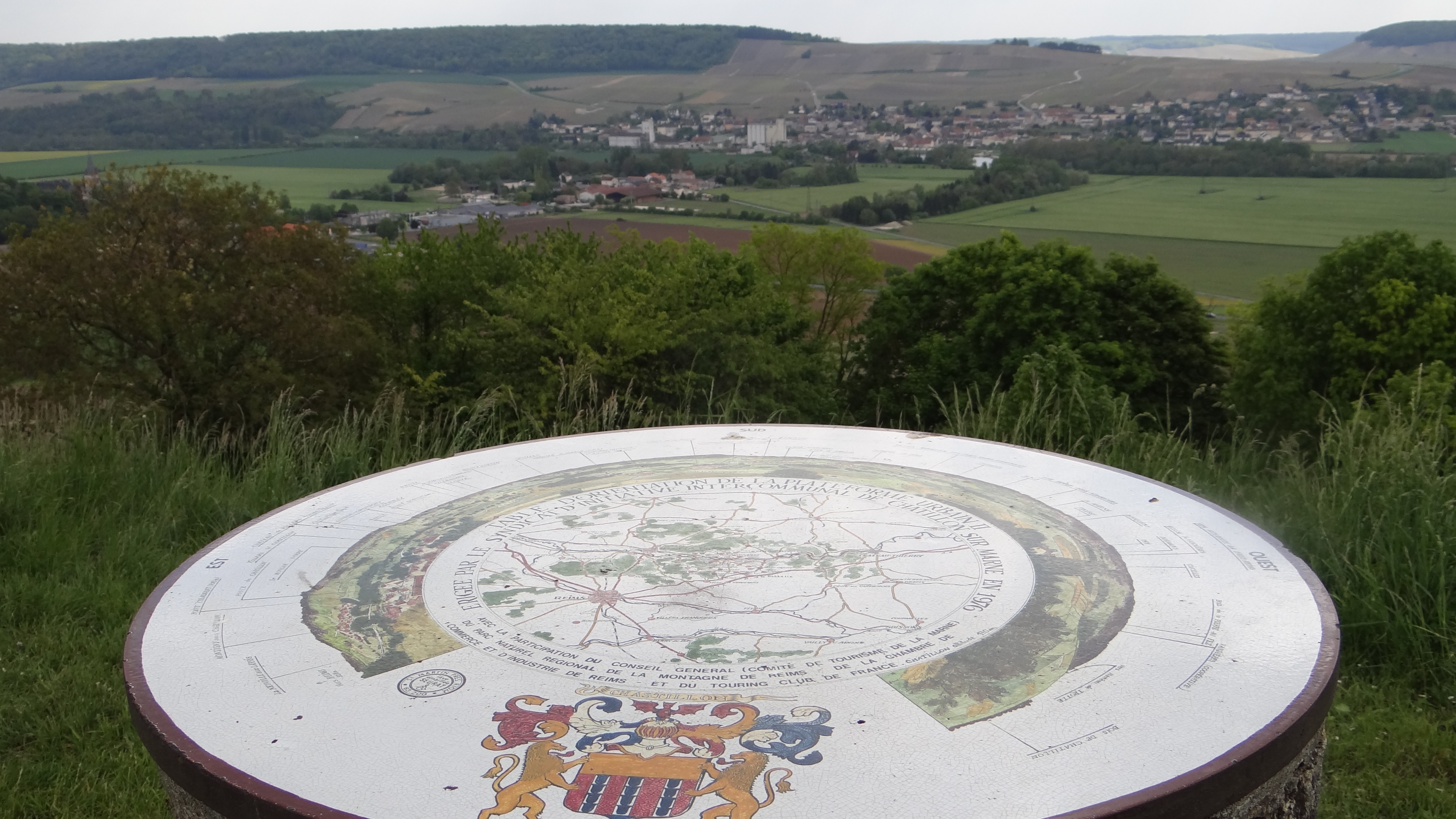
Une table d'orientation donnant sur la vallée de la Marne et Mareuil-le-Port.
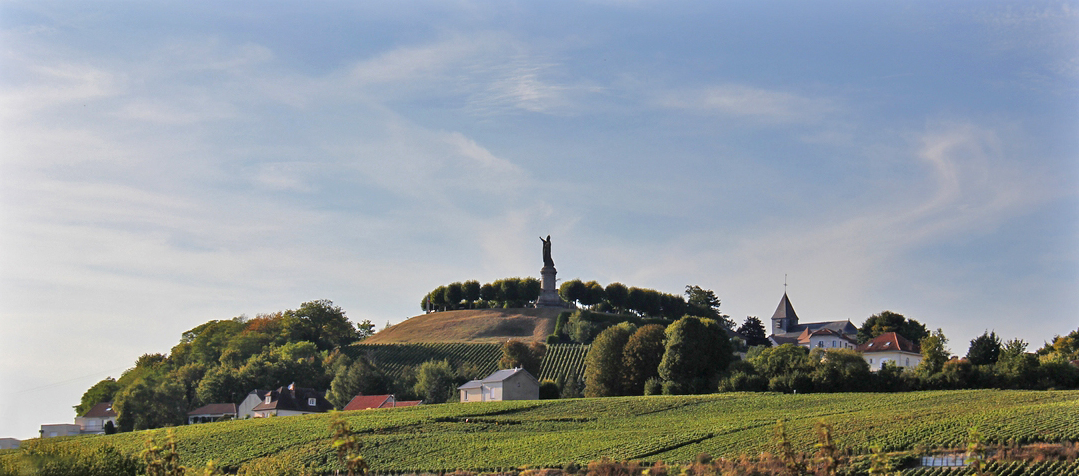
Le village de Châtillon, vu depuis la vallée.
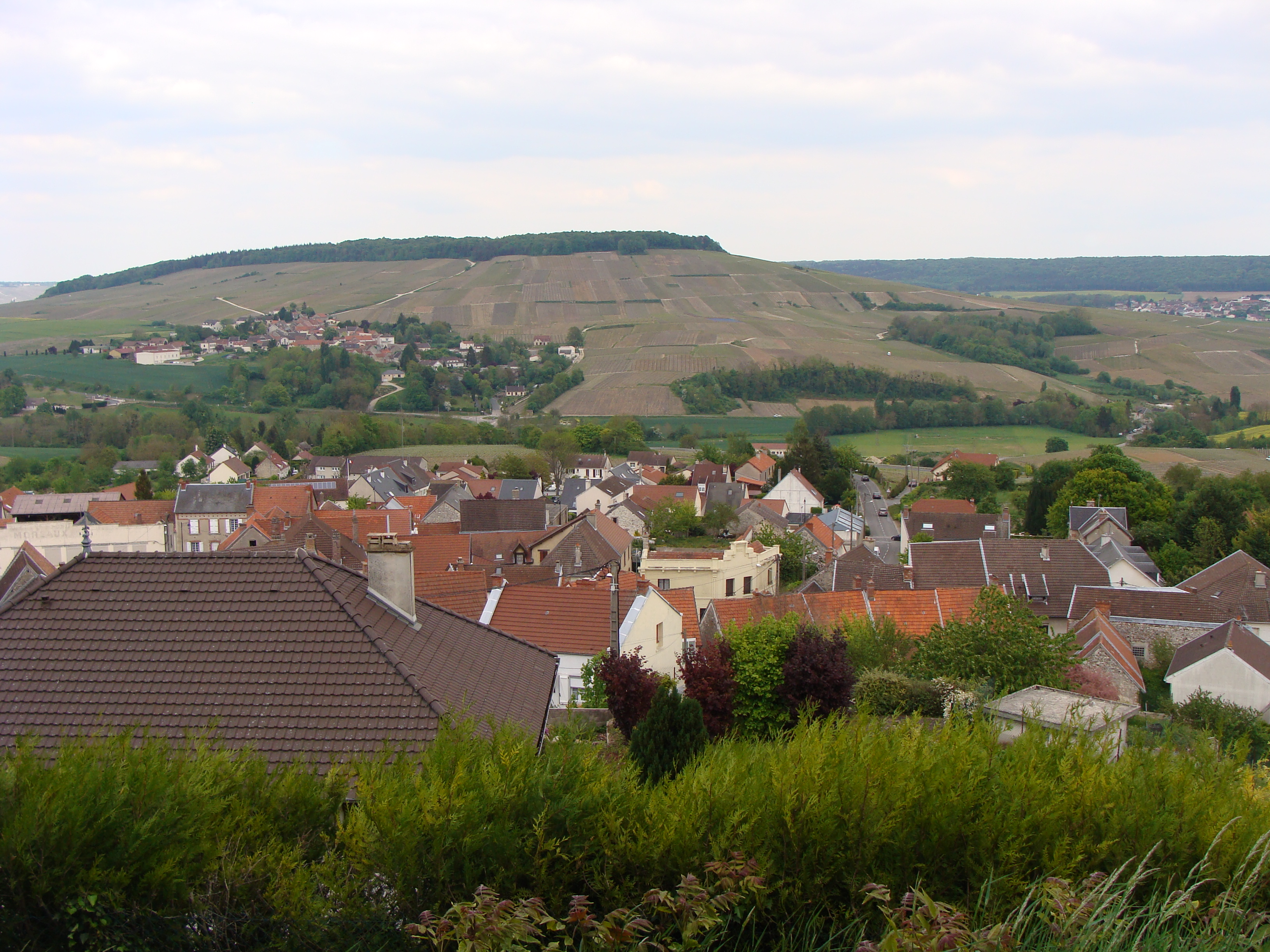
Châtillon et le hameau de Montigny, dominé par les Bâtis.

Par la route, Châtillon-sur-Marne se situe à 79 km de Châlons-en-Champagne, préfecture du département, à 18 km d'Épernay et 36 km de Reims, sous-préfectures, ainsi qu'à 13 km de Dormans, bureau centralisateur du canton de Dormans-Paysages de Champagne dont dépend Châtillon-sur Marne depuis 2015. La commune fait en outre partie du bassin de vie de Dormans.
Châtillon-sur Marne est limitrophe de 8 communes :
| Anthenay  | Cuisles             | Baslieux-sous-Châtillon, Villers-sous-Châtillon |
| Vandières | Châtillon-sur-Marne | Binson-et-Orquigny                              |
|           | Mareuil-le-Port     | Œuilly                                          |

### Hydrographie
La commune est dans la région hydrographique « la Seine de sa source au confluent de l'Oise (exclu) » au sein du bassin Seine-Normandie. Elle est drainée par la Marne, le ruisseau de Belval, le cours d'eau 01 de l'Étang du Moulin et divers autres petits cours d'eau,.
La Marne prend sa source sur le plateau de Langres, dans la commune de Saints-Geosmes (Haute-Marne) et se jette dans la Seine entre Charenton-le-Pont et Alfortville (Val-de-Marne) dans le quartier de Conflans-l'Archevêque. Les caractéristiques hydrologiques de la Marne sont données par la station hydrologique située sur la commune de Châtillon-sur-Marne. Le débit moyen mensuel est de 85,9 m3/s. Le débit moyen journalier maximum est de 497 m3/s, atteint lors de la crue du 29 janvier 2018. Le débit instantané maximal est quant à lui de 500 m3/s, atteint le même jour.
Le ruisseau de Belval, d'une longueur de 13 km, prend sa source dans la commune de Belval-sous-Châtillon et se jette  dans la Marne sur la commune, après avoir traversé cinq communes. 

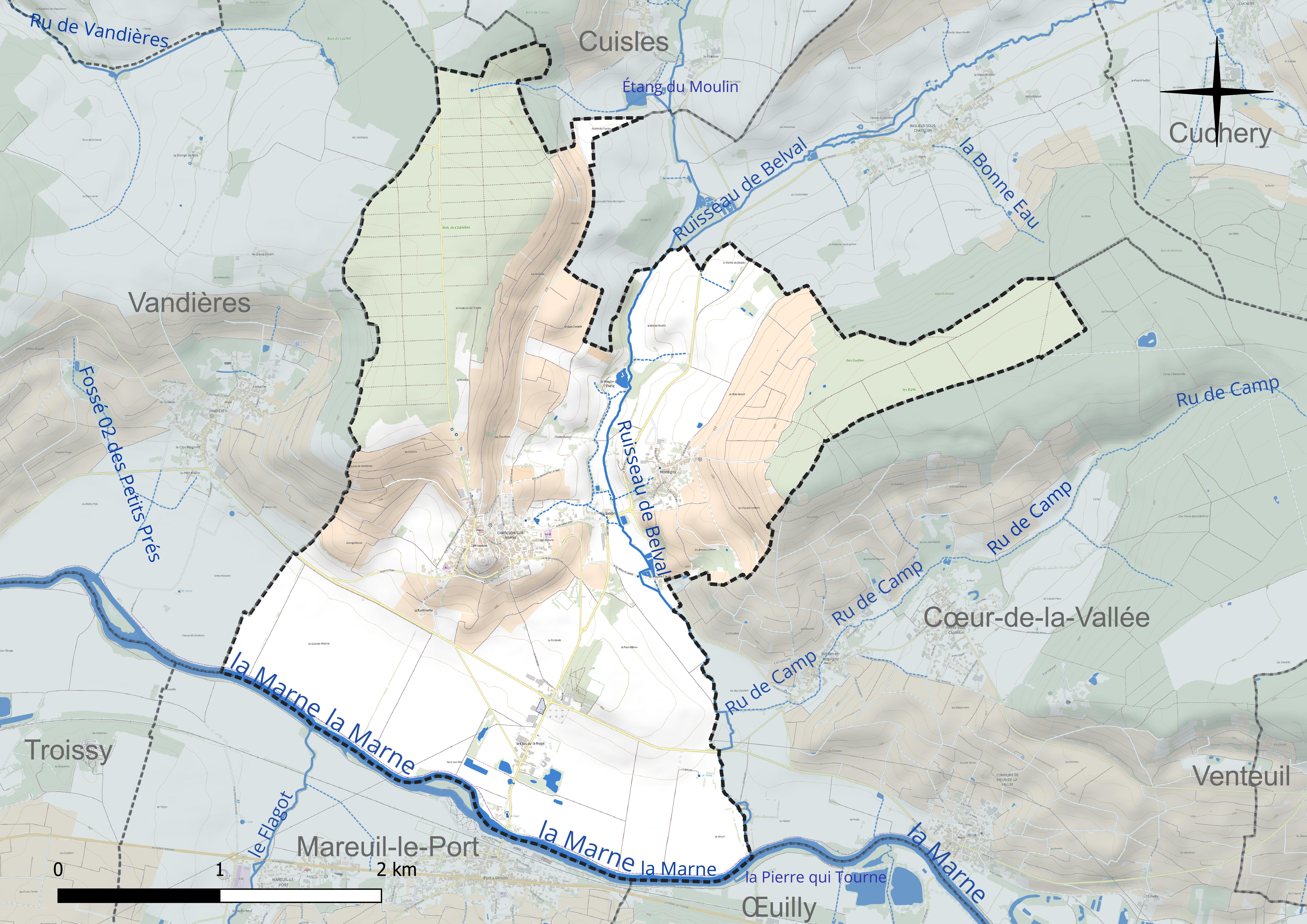
Réseau hydrographique de Châtillon-sur-Marne.

### Climat
Pour des articles plus généraux, voir Climat du Grand Est et Climat de la Marne.
En 2010, le climat de la commune est de type climat océanique dégradé des plaines du Centre et du Nord, selon une étude du Centre national de la recherche scientifique s'appuyant sur une série de données couvrant la période 1971-2000. En 2020, Météo-France publie une typologie des climats de la France métropolitaine dans laquelle la commune est exposée à un climat océanique altéré et est dans la région climatique  Nord-est du bassin Parisien, caractérisée par un ensoleillement médiocre, une pluviométrie moyenne régulièrement répartie au cours de l’année et un hiver froid (3 °C). 
Pour la période 1971-2000, la température annuelle moyenne est de 10,6 °C, avec une amplitude thermique annuelle de 16 °C. Le cumul annuel moyen de précipitations est de 735 mm, avec 12,1 jours de précipitations en janvier et 8,6 jours en juillet. Pour la période 1991-2020, la température moyenne annuelle observée sur la station météorologique de Météo-France la plus proche, « Chambrecy-Civc », sur la commune de Chambrecy à 11 km à vol d'oiseau, est de 10,7 °C et le cumul annuel moyen de précipitations est de 734,0 mm. 
La température maximale relevée sur cette station est de 40,3 °C, atteinte le 25 juillet 2019 ; la température minimale est de −22,1 °C, atteinte le 17 janvier 1985,,. 
Les paramètres climatiques de la commune ont été estimés pour le milieu du siècle (2041-2070) selon différents scénarios d'émission de gaz à effet de serre à partir des nouvelles projections climatiques de référence DRIAS-2020. Ils sont consultables sur un site dédié publié par Météo-France en novembre 2022.

### Milieux naturels et biodiversité
L'Inventaire national du patrimoine naturel (INPN) recense 398 espèces sur le territoire de la commune, dont 50 espèces protégées et 24 espèces menacées.
Châtillon-sur-Marne fait partie du parc naturel régional de la Montagne de Reims. Elle ne compte aucune zone naturelle d'intérêt écologique, faunistique et floristique (ZNIEFF) ou autre espace naturel protégé sur son territoire.

## Urbanisme

### Typologie
Au 1er janvier 2024, Châtillon-sur-Marne est catégorisée commune rurale à habitat dispersé, selon la nouvelle grille communale de densité à sept niveaux définie par l'Insee en 2022.
Elle est située hors unité urbaine et hors attraction des villes,.

### Occupation des sols
L'occupation des sols de la commune, telle qu'elle ressort de la base de données européenne d’occupation biophysique des sols Corine Land Cover (CLC), est marquée par l'importance des territoires agricoles (74,4 % en 2018), une proportion sensiblement équivalente à celle de 1990 (73,7 %). La répartition détaillée en 2018 est la suivante : terres arables (39,3 %), cultures permanentes (25 %), forêts (22,8 %), zones agricoles hétérogènes (10,1 %), zones urbanisées (2,8 %).
L'évolution de l’occupation des sols de la commune et de ses infrastructures peut être observée sur les différentes représentations cartographiques du territoire : la carte de Cassini (XVIIIe siècle), la carte d'état-major (1820-1866) et les cartes ou photos aériennes de l'IGN pour la période actuelle (1950 à aujourd'hui).

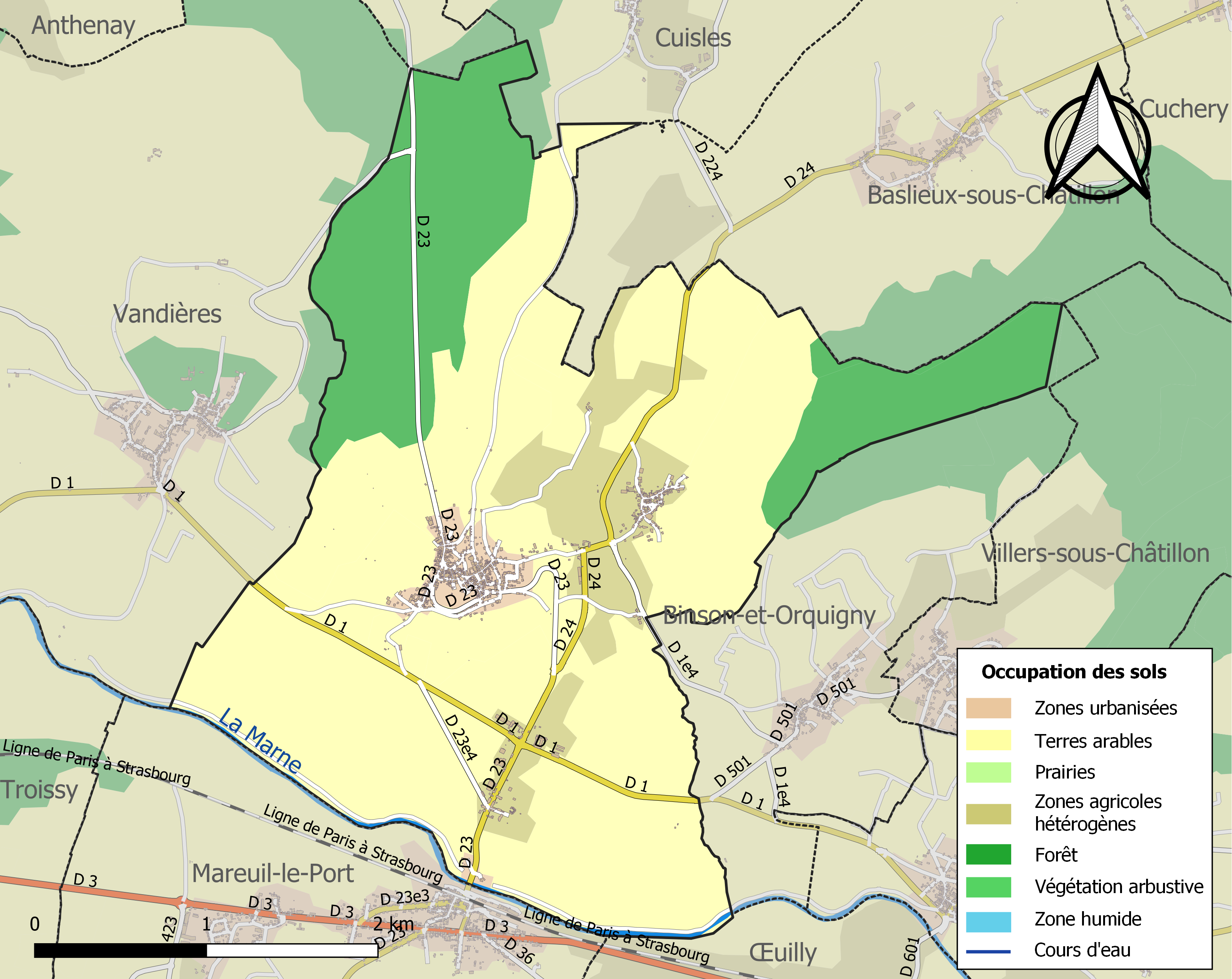
Carte des infrastructures et de l'occupation des sols de la commune en 2018 (CLC).

### Lieux-dits, hameaux et écarts
Outre le village de Châtillon, la commune comprend deux hameaux — Montigny (à l'est) et le Clos de la Noue (au sud) — ainsi que plusieurs écarts : la Fontinette (au sud-ouest), le Moulin Carré (à l'est) et le Moulin de l'Étang (au nord).
Le cadastre de 1832 cite au territoire : le Buisson rare, Fontinette, la Pelle-à-Four, les Leriens, Gourguilleuse, le Fontaine des pigeons, Sou-le-Bois, le Guette de Vandières, La Noue, le Terre aux oies, la Grande prairie, Les Arpents, l'Orme au bloc, l'Arpentiau, les Grillants, Vaurois, le Pointe de Cuisles, la Plate-Pierre, les Sablons, les Sables, le Trou du renard, le Moulin Carré, Binson, le Champs Buisse, la Croix Berton, Chemin de la Meule, Moulin de l'étang, le Pré et Moulin de Sablon, fontaine à Caillette, Henri à Plan, bois Cercelin, Trou de Cuiles, prés de l'Étang, coteau aux Reines.

### Habitat et logement
En 2021, Châtillon-sur-Marne compte 386 logements. Ces logements sont à 90 % des maisons ; la commune comptant que 37 appartements. En raison de la prévalence des maisons, les résidences principales de Châtillon-sur-Marne disposent en moyenne de 4,9 pièces (5,1 pièces pour les maisons et 3 pièces pour les appartements).
Le tableau ci-dessous présente une comparaison de quelques indicateurs chiffrés du logement pour Châtillon-sur-Marne, la communauté de communes des Paysages de la Champagne (CCPC), le département de la Marne et la France entière :
|                                                            | Châtillon-sur-Marne | CCPC   | Marne   | France     |
| ---------------------------------------------------------- | ------------------- | ------ | ------- | ---------- |
| Ensemble des logements                                     | 386                 | 11 470 | 300 919 | 37 155 918 |
| Part des résidences principales (en %)                     | 76,6                | 80,9   | 87,5    | 82,2       |
| Part des résidences secondaires (en %)                     | 5,4                 | 5,8    | 3,4     | 9,7        |
| Part des logements vacants (en %)                          | 18,0                | 13,4   | 9,1     | 8,1        |
| Part des propriétaires de leur résidence principale (en %) | 74,4                | 76,4   | 52,2    | 57,5       |

À Châtillon-sur-Marne, en 2021, 76,6 % des logements sont des résidences principales, 5,4 % des résidences secondaires et 18 % des logements vacants. Par ailleurs, 74,4 % des ménages sont propriétaires de leur résidence principale. Châtillon-sur-Marne se démarque par un nombre élevé de logement vacants et par une proportion de ménages propriétaires de leur résidence principale supérieure à la moyenne départementale et à la moyenne nationale.
Parmi les 296 résidences principales construites avant 2019, 19,1 % avaient été construites avant 1919, 21,3 % entre 1919 et 1945, 20,2 % entre 1946 et 1970, 26,3 % entre 1971 et 1990, 7,2 % entre 1991 et 2005 et 6 % entre 2006 et 2018.
Le tableau ci-dessous présente l'évolution du nombre de logements sur le territoire de la commune, par catégorie, depuis 1968 :
|                        | 1968 | 1975 | 1982 | 1990 | 1999 | 2010 | 2015 | 2021 |
| ---------------------- | ---- | ---- | ---- | ---- | ---- | ---- | ---- | ---- |
| Résidences principales | 274  | 290  | 284  | 284  | 279  | 296  | 311  | 296  |
| Résidences secondaires | 26   | 30   | 38   | 35   | 19   | 22   | 13   | 21   |
| Logements vacants      | 21   | 35   | 37   | 53   | 49   | 44   | 58   | 70   |
| Total                  | 321  | 355  | 359  | 372  | 347  | 361  | 383  | 386  |

### Voies de communication et transports
Châtillon-sur-Marne est desservie par trois axes routiers principaux :
- la route départementale 1, au sud, qui suit la vallée de la Marne entre Vincelles (au nord de Dormans) à l'ouest et Saint-Martin-sur-le-Pré (au nord de Châlons-en-Champagne à l'est ;
- la route départementale 23, en provenance Port-à-Binson et la RD3 (ancienne RN3) au sud, qui traverse le village puis le bois de Châtillon pour rejoindre la RD9380 (ex-RN380) au nord-ouest ;
- la route départementale 24, qui part de la RD23 puis suit la vallée du ruisseau de Belval en direction de Chaumuzy au nord-est.

## Toponymie

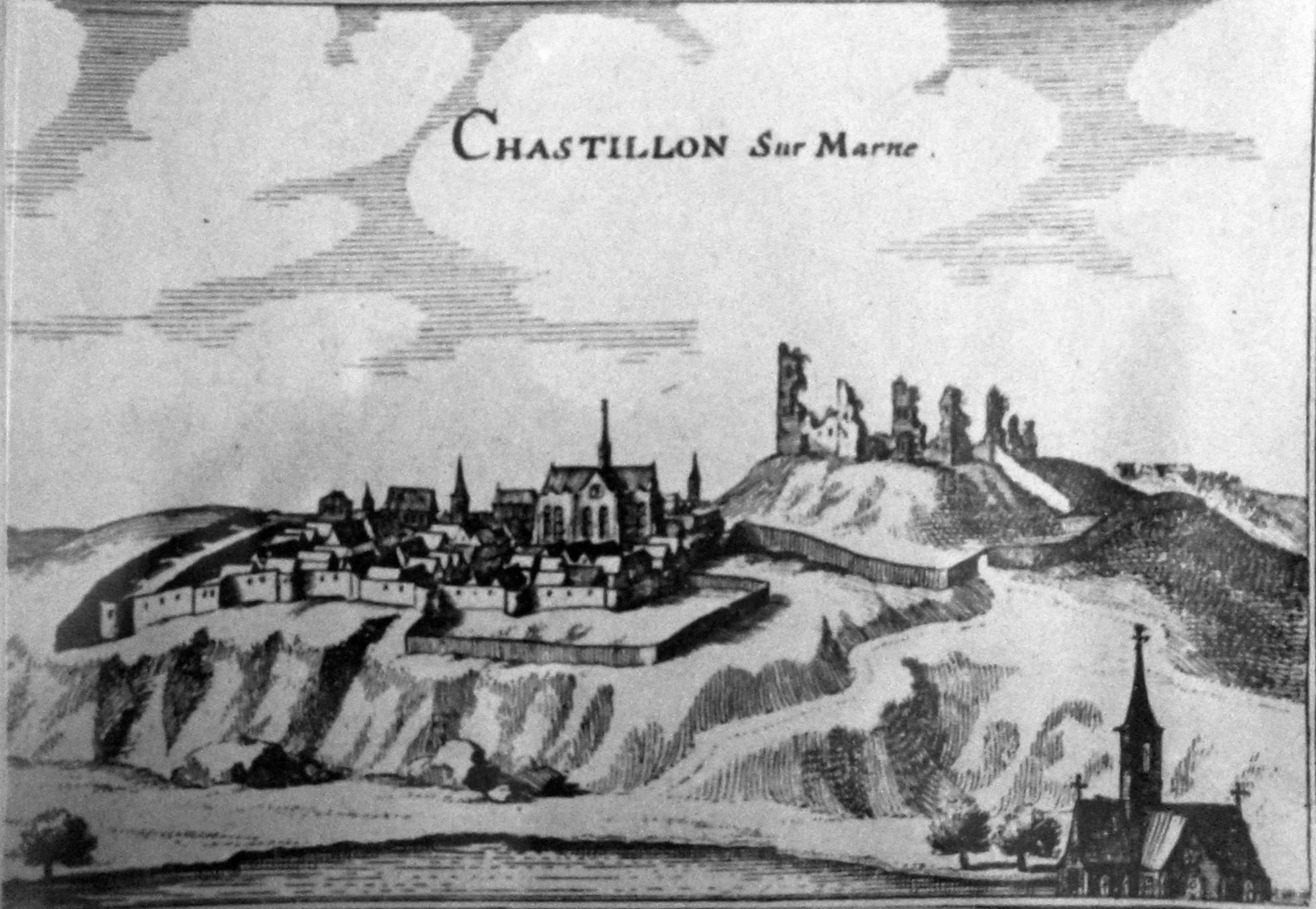
Ancienne carte avec les murailles de la ville, le prieuré de Binson.

Le nom de la localité est attesté sous les formes « Castrum quoddam quod Heriveus, nepos Herivei quondam archiepiscopi, super fluvium Maternam tenebat… » (940) ; « Heriveus..… habens munitionem quam ædificaverat citra Maternam » (947) ; Castrum quondam Herivei, videlicet Castellionem (949) ; Catellio, Castellio (commencement du XIe siècle) ; Castillio (1090-1095) ; Castilio (1132) ; Chastellio (1215) ; Chastellon (1220) ; Chasteillon, Chastelon (vers 1222) ; Chastillon (1223) ; Chasteillon-sur-Marne (1231) ; Chatellon (1234) ; Chasteilon (1243) ; Castellio super Marne (1244) ; Castellio supra Maternam (vers 1260) ; Castilhio (vers 1263) ; Chateillon, Chastoillon, Chastilon (vers 1274) ; Chastillon-sur-Marne (1285) ; Chastillons (1296) ; Chatillon (1307) ; Castillon-sur-Marne (1324) ; Chasteillon-sur-Marne (1341) ; Chastillon-en-Champaigne (1437) ; Castellulum, Castelliolum (XVIe siècle) ; Chastillion-sur-Marne (1464) ; Montagne-sur-Marne (1794).

Châtillon serait un dérivé, sans doute mérovingien, du bas latin castellum, diminutif de castrum, accompagné du suffixe -ionem. Castrum désigne d’abord tous les types de forteresse, depuis le simple donjon jusqu’à l’enceinte urbaine, puis se spécialise dans le sens de « château fort » et se réduit ensuite à celui de « grande maison de plaisance ».
La Marne est une rivière française située à l'est du Bassin parisien. C'est le principal affluent de la Seine : elle prend sa source sur le plateau de Langres, à Balesmes-sur-Marne, sur la commune de Saints-Geosmes (Haute-Marne) et se jette dans la Seine entre Charenton-le-Pont et Alfortville (Val-de-Marne) dans le quartier de Conflans-l'Archevêque.

## Histoire

### Moyen Âge
Le village était autrefois fortifié. Les rues étroites et leurs tracés en attestent. Vers 948 - 950, le village fut assailli par Renaud; comte de Roucy.
C'est le fief historique de la maison de Châtillon qui furent de grands seigneurs de la Champagne, il devait auparavant appartenir aux comtes de Champagne, en 1082 Thibault I y séjourne avec sa famille.
En 1205, le pape Innocent III rappelle par une bulle que les comtes de Champagne sont les vassaux de l'archevêque de Reims, pour Épernay, Fismes, Châtillon-sur-Marne, Vertus, et Vitry-en-Perthois.
Thibault IV octroie un droit de commune aux habitants en 1231. Subissant de nombreux sièges, elle fut prise par Louis d'Outremer en 940 puis pillée en 1420 par les Bourguignons.

### Époque moderne
Sous l'Ancien Régime, Châtillon est le chef-lieu d'un doyenné de même nom, dépendant de l'archidiaconé de Brie et du diocèse de Soissons.
La ville de Châtillon fut brûlée en 1544 par Charles Quint et son château détruit. Il venait de se relever quand les calvinistes allemands venant au secours du Grand Condé prennent Châtillon et ravagent les rives de la Marne jusqu'à Dormans. Érigé en duché pour son frère par Charles IX, elle passe dans les mains des duc de Bouillon qui l'échangèrent contre la principauté de Sedan en 1642.

### Époque contemporaine
Au cours de la Révolution française, la commune porta provisoirement le nom de Montagne-sur-Marne, elle eut un de ses enfants guillotiné, le 24 germinal An II. En 1811, création du nouveau cimetière, qui est toujours en service, il ne fut ceinturé d'un mur qu'en 1874. En 1814 et 1815 elle eut à souffrir des réquisitions des Russes et des Prussiens et dut héberger pendant trois mois un escadron de Cosaques. En 1832 la ville perdait quatre-vingt huit personnes du choléra et faisait tomber la population en dessous du millier d'habitants. Le choléra sévit encore en 1849 et 1854.
Pendant la guerre de 1870, la commune eut à héberger des troupes ennemies, trois mille hommes et cinq-cents chevaux pendant trois jours, puis une troupe d'occupation : un bataillon de Prussiens du 16 mai au 3 juin 1871. En décembre 1879, la température descendait à -22 °C et la Marne gelée fut franchissable en charrette pendant vingt jours.
La commune est décorée de la Croix de guerre 1914-1918 le 30 mai 1921.
Le 1er mars 2006, une partie du territoire communal a été détachée pour devenir la commune de Cuisles, qui lui avait été rattachée en 1973,.

## Politique et administration

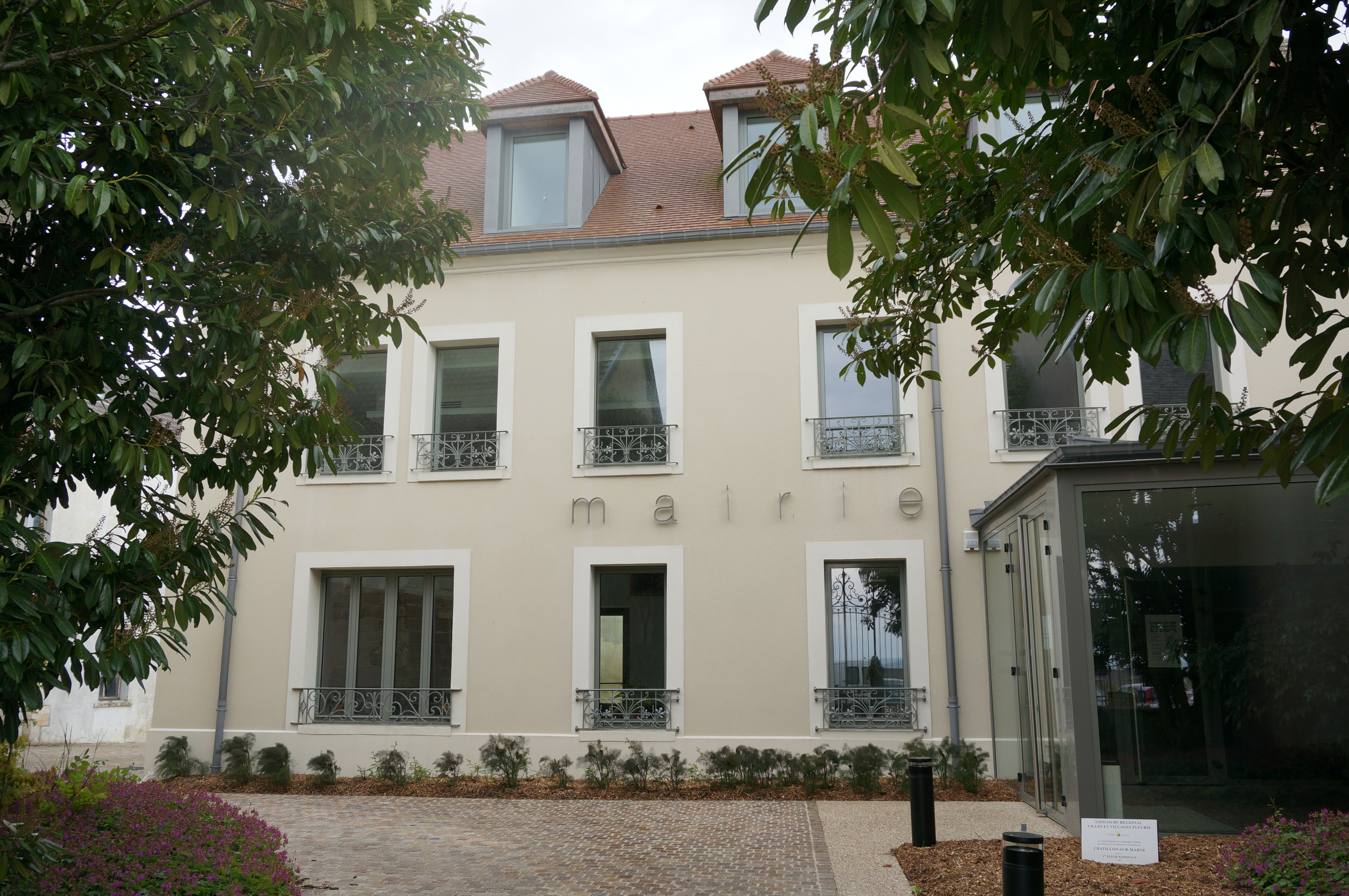
La Mairie.

Par décret du 29 mars 2017, la commune est détachée le 31 mars 2017 de l'arrondissement de Reims pour intégrer l'arrondissement d'Épernay.

### Intercommunalité
La commune, antérieurement membre de la communauté de communes du Châtillonnais, était membre, depuis le 1er janvier 2014, de la communauté de communes Ardre et Châtillonnais, conformément au schéma départemental de coopération intercommunale de la Marne du 15 décembre 2011, cette communauté de communes Ardre et Châtillonnais est issue de la fusion, au 1er janvier 2014, de la Communauté de communes du Châtillonnais et de la communauté de communes Ardre et Tardenois.
Conformément aux prévisions du nouveau schéma départemental de coopération intercommunale (SDCI) de la Marne du 30 mars 2016, la communauté de communes fusionne le 1er janvier 2017 est supprimée, et 8 de ses communes, dont Châtillon-sur-Marne, rejoignent, le 1er janvier 2017, la  communauté de communes des Paysages de la Champagne.

### Liste des maires
| Période                                  | Période                       | Identité                   | Étiquette | Qualité                                                                                        |
| ---------------------------------------- | ----------------------------- | -------------------------- | --------- | ---------------------------------------------------------------------------------------------- |
| Les données manquantes sont à compléter. |                               |                            |           |                                                                                                |
| janvier 1790                             | juin 1790                     | Albert Neveux              |           |                                                                                                |
| juin 1790                                | décembre 1792                 | Simon Pécheux              |           |                                                                                                |
| Frimaire An I                            | Germinal An II                | Louis-Philippe Tournant    |           |                                                                                                |
| Germinal                                 | Frimaire An II                | Henri Chardronnier         |           |                                                                                                |
| Fructidor An II                          | Thermidor An III              | Albert Neveux              |           |                                                                                                |
| Thermidor An III                         | Germinal An VI                | Nicolas-Joseph Féval       |           |                                                                                                |
| Germinal An VI                           | Brumaire An IX                | Jean-Jacques Petitbon      |           |                                                                                                |
| Brumaire An IX                           | Thermidor An X                | Jean-Louis-Adrien Desloges |           |                                                                                                |
| Thermidor An X                           | janvier 1809                  | Nicolas-Joseph Féval       |           |                                                                                                |
| 1809                                     | 1813                          | Antoine Bailly             |           |                                                                                                |
| 1813                                     | 1830                          | Antoine Godinot            |           |                                                                                                |
| septembre 1830                           | mai 1839                      | Marie-Antoine Gandon       |           |                                                                                                |
| mai 1839                                 | septembre 1840                | Lucrétius Godinot          |           | juge de Paix                                                                                   |
| septembre 1840                           | août 1852                     | Jean-François Martinet     |           |                                                                                                |
| août 1852                                | mai 1870                      | Nicolas Hureau-Richon      |           |                                                                                                |
| mai 1870                                 | octobre 1871                  | Louis-Montain Wallon       |           |                                                                                                |
| octobre 1871                             | février 1878                  | Ange Remi                  |           | Médecin                                                                                        |
| 1878                                     | 1901                          | Nicolas Licourt            |           |                                                                                                |
| 1901                                     | mai 1919                      | Jean Pommier               |           |                                                                                                |
| 1919                                     | 1920                          | Louis-Léon Morel-Sibeaux   |           |                                                                                                |
| 1920                                     | 1935                          | Hector Beautrait           |           |                                                                                                |
| 1935                                     | 1941                          | Fernand Schampeter         |           |                                                                                                |
| 1941                                     | 1947                          | Pierre Pataud              |           |                                                                                                |
| 1947                                     | 1955                          | Gabriel Malvaux            |           |                                                                                                |
| 1955                                     | 1965                          | Pierre Pataud              |           |                                                                                                |
| 1965                                     | 1980                          | Jeannine Jagot-Lacoussière |           |                                                                                                |
| ?                                        | ?                             | Michel Schwartz            |           |                                                                                                |
| 1980                                     | 2006                          | Philippe James             |           |                                                                                                |
| 2006                                     | 2014                          | Jacques Morange            |           |                                                                                                |
| 2014                                     | En cours (au 2 décembre 2020) | José Pierlot               |           | Vice-président de la CC des Paysages de la Champagne (2017 → ) Réélu pour le mandat 2020-2026, |

### Jumelages
- Essenheim (Allemagne), depuis 1978, en association avec deux autres villages de la vallée de la Marne : Boursault et Festigny (un quatrième village, Verneuil, s'est désengagé du jumelage)[35].

## Équipements et services publics

### Eau et déchets
L'approvisionnement en eau potable et l'assainissement des eaux usées sont des compétences de la communauté de communes des Paysages de la Champagne. Châtillon-sur-Marne est alimentée en eau potable par deux captages situés sur le territoire communal. La production et la distribution d'eau potable font l'objet d'une délégation de service public confiée à Suez jusqu'en 2029. Châtillon-sur-Marne accueille une station d'épuration à boues activées d'une capacité de 950 équivalent-habitants, desservant également Binson-et-Orquigny. L'assainissement collectif y est assuré par Veolia dans le cadre d'une délégation de service public confiée par la communauté de communes et courant jusqu'en 2029.
La communauté de communes est également compétente en matière de déchets. La collecte des ordures ménagères résiduelles et des déchets recyclables est réalisée en porte à porte. La communauté de commune adhérant au syndicat de valorisation des ordures ménagères de la Marne (SYVALOM), ces déchets sont amenés au centre de transfert départemental de Pierry puis valorisés sur le site de La Veuve. La collecte du verre et des textiles se fait en apport volontaire.
Châtillon-sur-Marne accueille l'une des six déchèteries mises à disposition des habitants de la communauté de communes et accessibles après création d'une carte d'accès. La déchèterie est également ouverte, par accord avec la communauté urbaine du Grand Reims, aux habitants d'Anthenay, Cuisles, Jonquery et Olizy. Les autres déchèteries de la communauté de communes sont situées à Damery-Venteuil, Fèrebrianges, Mareuil-le-Port, Montmort-Lucy et Trélou-sur-Marne.

### Enseignement
Châtillon-sur-Marne fait partie de l'académie de Reims.
La commune dispose d'une école maternelle de 34 élèves, installée rue du Contour, et d'une école élémentaire de 35 élèves, installée rue Fontaine Corbillon (chiffres 2024-2025). Ces écoles accueillent les enfants de Châtillon-sur-Marne et Vandières. On trouve également à Châtillon-sur-Marne l'école primaire privée Saint-Martin, fréquentée par 105 élèves.
Les jeunes de Châtillon-sur-Marne sont ensuite rattachés au collège Professeur Nicaise de Mareuil-le-Port et au lycée Stéphane-Hessel d'Épernay.

### Postes et télécommunications
La commune dispose d'une agence postale communale, installée place Urbain II.
Plusieurs boîtes aux lettres de La Poste se trouvent par ailleurs sur son territoire : place Urbain II, rue Jean de La Fontaine et rue de Reuil à Châtillon, rue des Pervenches à Montigny et rue des Bruyères au Clos de la Noue.

### Justice, sécurité et secours
Du point de vue judiciaire, Châtillon-sur-Marne relève du conseil de prud'hommes, du tribunal de commerce, du tribunal judiciaire, du tribunal paritaire des baux ruraux et du tribunal pour enfants de Reims, dans le ressort de la cour d'appel de Reims. Pour le contentieux administratif, la commune dépend du tribunal administratif de Châlons-en-Champagne et de la cour administrative d'appel de Nancy.
Châtillon-sur-Marne est située en secteur Gendarmerie nationale et dispose de sa propre brigade, qui couvre 14 communes.
En matière d'incendie et de secours, le centre d'incendie et de secours le plus proche est celui de Dormans, dépendant du Service départemental d'incendie et de secours (SDIS) de la Marne. La commune est rattachée à l'unité opérationnelle de secours à la personne et opérations diverses de Mareuil-le-Port qui compte 7 sapeurs-pompiers volontaires intercommunaux suppléant les pompiers professionnels du SDIS.

## Population et société

### Démographie
L'évolution du nombre d'habitants est connue à travers les recensements de la population effectués dans la commune depuis 1793. Pour les communes de moins de 10 000 habitants, une enquête de recensement portant sur toute la population est réalisée tous les cinq ans, les populations de référence des années intermédiaires étant quant à elles estimées par interpolation ou extrapolation. Pour la commune, le premier recensement exhaustif entrant dans le cadre du nouveau dispositif a été réalisé en 2008.

En 2022, la commune comptait 621 habitants, en évolution de −10,13 % par rapport à 2016 (Marne : −1,19 %, France hors Mayotte : +2,11 %).
| 1793 | 1800 | 1806  | 1821 | 1831 | 1836 | 1841 | 1846 | 1851 |
| ---- | ---- | ----- | ---- | ---- | ---- | ---- | ---- | ---- |
| 895  | 998  | 1 001 | 964  | 951  | 985  | 931  | 937  | 930  |

| 1856 | 1861 | 1866 | 1872 | 1876 | 1881 | 1886 | 1891  | 1896  |
| ---- | ---- | ---- | ---- | ---- | ---- | ---- | ----- | ----- |
| 893  | 940  | 896  | 825  | 879  | 879  | 904  | 1 019 | 1 062 |

| 1901 | 1906 | 1911 | 1921 | 1926 | 1931 | 1936 | 1946 | 1954 |
| ---- | ---- | ---- | ---- | ---- | ---- | ---- | ---- | ---- |
| 989  | 918  | 891  | 781  | 907  | 867  | 964  | 890  | 858  |

| 1962 | 1968 | 1975 | 1982 | 1990 | 1999 | 2006 | 2008 | 2013 |
| ---- | ---- | ---- | ---- | ---- | ---- | ---- | ---- | ---- |
| 671  | 667  | 760  | 856  | 856  | 843  | 703  | 702  | 697  |

| 2018 | 2022 | - | - | - | - | - | - | - |
| ---- | ---- | - | - | - | - | - | - | - |
| 645  | 621  | - | - | - | - | - | - | - |

### Cultes
Pour le culte catholique, l'église Notre-Dame de la Nativité à Châtillon et l'église Saint-Walburge à Montigny dépendent de la paroisse Urbain II, au sein du diocèse de Reims.

### Médias
La presse écrite régionale comprend le quotidien L'Union et l'hebdomadaire L'Hebdo du vendredi.
Parmi les stations de radio locales, il est possible de citer Ici Champagne-Ardenne et Champagne FM.

## Économie
Châtillon-sur-Marne accueille dans la rue de l'église l'un des deux bureaux d'information touristique de la communauté de communes.

## Culture locale et patrimoine

### Lieux et monuments

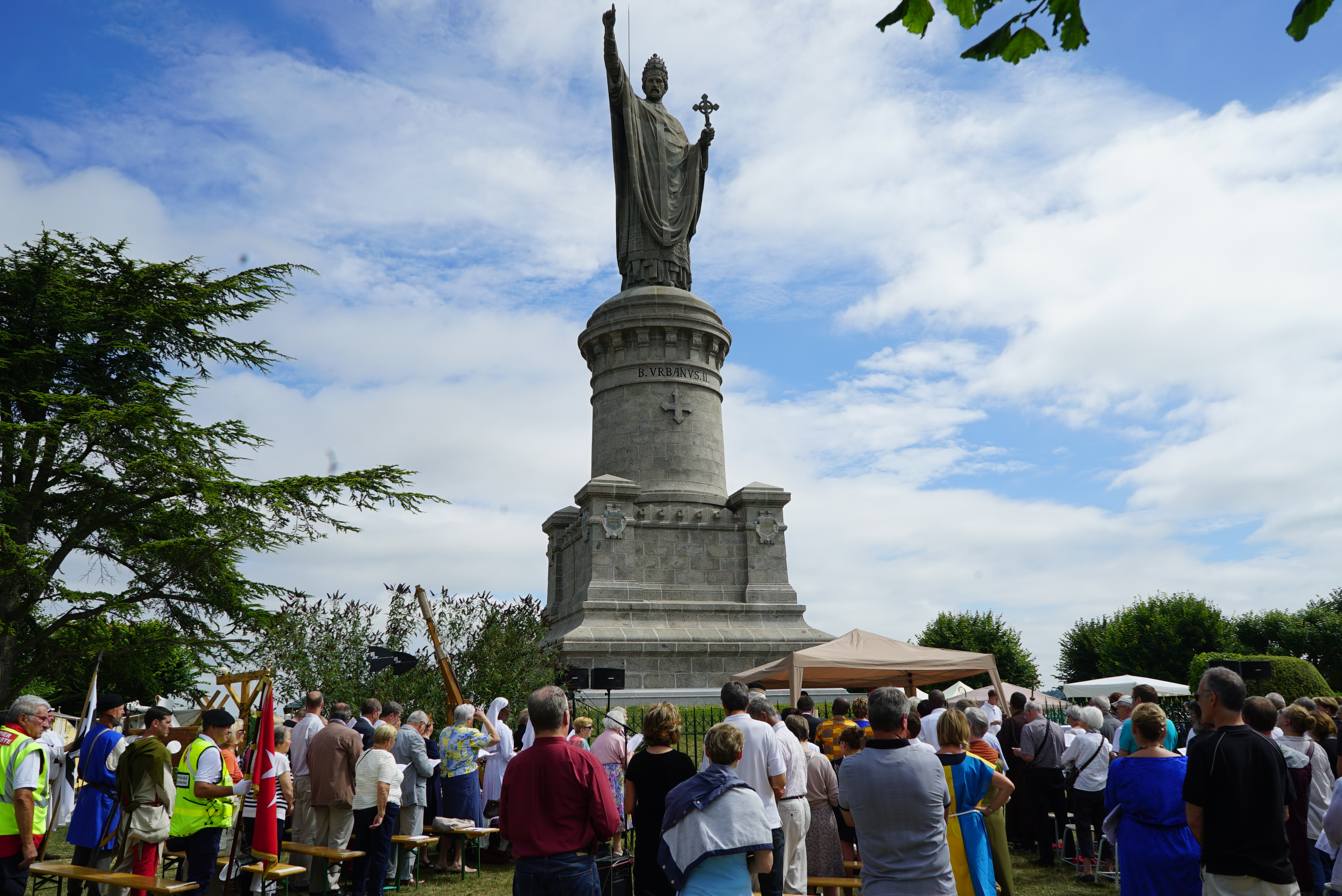
La fête des cent trente ans de la statue d'Urbain II.

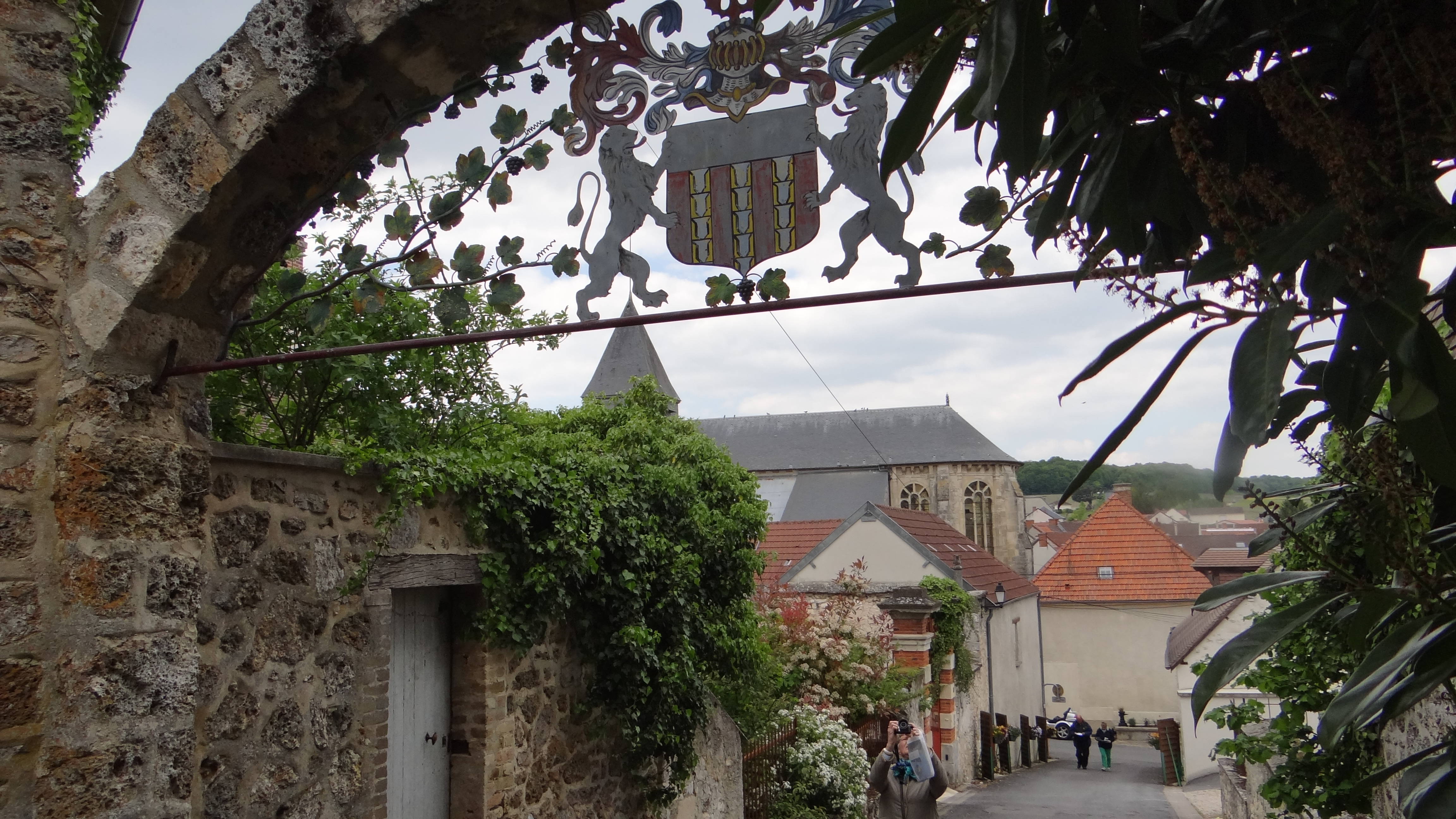
L'église vue depuis la porte du château.

- Une statue du pape Urbain II est érigée sur la motte féodale qui portait le donjon du château. Dès 1876, l'archevêque de Reims, Benoît Langénieux, reprenant pour son compte une idée émise au congrès de Malines, mettait à l'étude le projet d'un monument destiné à la glorification d'Urbain II, le grand pape des croisades. Cinq années plus tard, le 14 juillet 1881, Léon XIII proclamait la légitimité du culte immémorial rendu à Urbain. Le monument, dû à l'architecte Édouard Deperthes, a été construit en 1887 et fait 25 mètres de hauteur. Le 21 juillet 1887, l'inauguration de la statue gigantesque d'Urbain II, due au sculpteur Louis Auguste Roubaud, sur le plateau de Châtillon-sur-Marne, où il naquit, donna lieu à des solennités imposantes : Mgr Freppel y chanta les gloires de l'illustre pontife devant le cardinal Benoît Langénieux qu'entouraient vingt évêques et une foule immense[57]. Il est à noter qu'un escalier intérieur permet d'accéder sous divers bras afin de pouvoir admirer le paysage[58]. Il est fermé depuis plusieurs années, en attendant des travaux pour créer une issue de secours[59]. Pour la fête de 2017, la statue a été rénovée et est visitable.
- L'Ancien tribunal du bailliage de Châtillon qui servait d'hôtel de ville et dont l'accès se fait par un magnifique escalier à balustrades de pierres blanches style Louis XIII.
- Les ruines du château sur motte détruit au début du XVIe siècle.
- Le prieuré de Binson.
- L'église Notre-Dame de Châtillon-sur-Marne.
- La nécropole nationale du Prieuré de Binson.

### Héraldique
| Armes de Châtillon-sur-Marne | Les armes de la commune se blasonnent ainsi : de gueules aux trois pals de vair, au chef d'or chargé d'une merlette de sable. |

### Personnalités liées à la commune

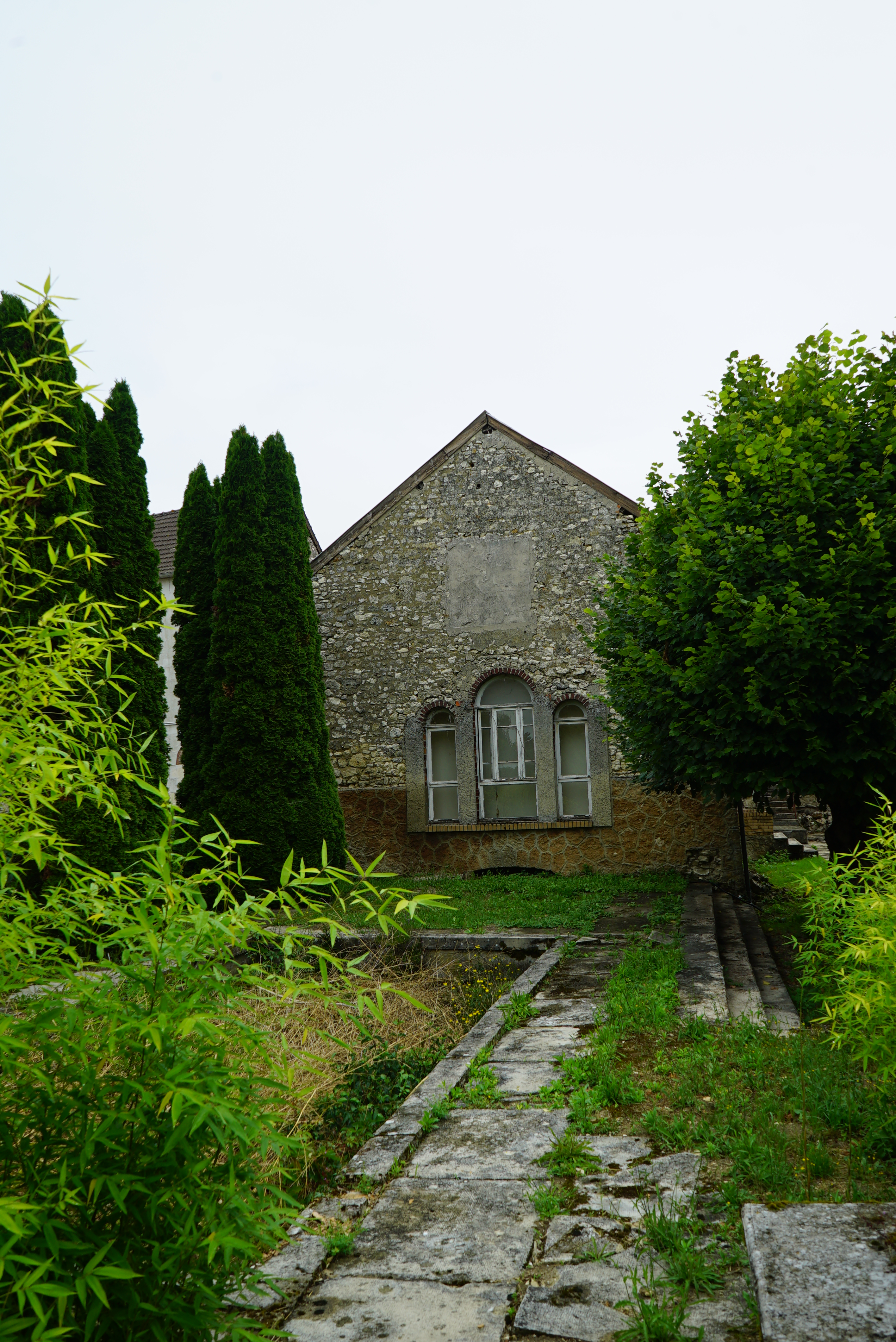
La maison de Musidora avec son théâtre.

- Eudes de Châtillon est né en 1042 dans le village. Il devient pape en 1088 sous le nom d'Urbain II. Il prêcha la 1re croisade en 1095 et est mort à Rome en 1099.
- Marie Claude Bernard Verrier, maréchal de camp d'Empire.
- Marie-Abraham Rosalbin de Buncey, peintre né en 1833 dans le village.
- Musidora vécut dix années au village dans une demeure avec un théâtre et une piscine privés, elle était alors mariée au médecin Clément Marot.